# Bataille de Yiling
Guerres des Trois Royaumes
Batailles
Yiling/Xiaoting - Campagne contre le Wu - Campagne du Sud - Hefei (231) - Hefei (233) - Expéditions de Zhuge Liang - Hefei (234) - Shiting - Liaodong - Offensive du Wu - Xingshi - Koguryo - Gaoping - Expéditions de Jiang Wei (Didao) - Dongxing - Hefei (253) - Shouchun - Cao Mao - chute du Shu - Zhong Hui - Chute du Wu
La bataille de Xiaoting (chinois simplifié :猇亭之战 , chinois traditionnel :猇亭之戰 , pinyin :Xiāotíng Zhī Zhàn ), aussi connue sous le nom de bataille de Yiling (chinois simplifié :夷陵之战 , chinois traditionnel : 夷陵之戰, Pinyin :Yílíng Zhī Zhàn) ou de bataille de Yiling et Xiaoting, a lieu en 222, au tout début de la période des Trois Royaumes de L'Histoire de la Chine. Elle oppose l'armée du royaume de Shu aux troupes de Sun Quan, qui est alors officiellement un vassal du royaume de Wei.
Cette bataille est décisive pour Sun Quan, car après une série de défaites qui le forcent à s'enfermer dans une posture défensive, il réussit à obtenir une victoire décisive et à repousser l'invasion du Shu. Peu après cette bataille Liu Bei, le fondateur et premier empereur du Shu, meurt de maladie.

## Situation avant la bataille
À la fin de l'année 219, Lü Meng, un des généraux de Sun Quan, envahit la partie de la province de Jing qui est sous le contrôle de Liu Bei. Cette province est protégée par le général Guan Yu, qui est aussi le frère juré de Liu Bei. Il se trouve que Guan Yu est absent de la province lorsque Lü Meng arrive avec ses troupes, car il est en plein combat dans la bataille de Fancheng et il n'est mis au courant de l'invasion que lorsqu'il est de retour à Jing. Il se retrouve encerclé par les troupes de Sun Quan à Maicheng et est capturé, après être tombé dans une embuscade, alors qu'il essaye de briser le siège. Sun Quan le fait exécuter à Linju,.
Lors du dixième mois lunaire de l'année 220, Cao Pi force l'Empereur Xiandi à abdiquer en sa faveur, et met ainsi fin à la dynastie Han. Il fonde le royaume de Wei, dont il devient le premier empereur. Afin de contester le trône à Cao Pi, Liu Bei se proclame lui aussi empereur à Wudan,,, lors du quatrième mois lunaire de l'année 221, et fonde le royaume de Shu. À la même époque, Sun Quan déplace la capitale de ses territoires de Gong'an vers E, qu'il renomme "Wuchang" (武昌). Lors du huitième mois lunaire de l'année 221, Sun Quan fait allégeance à Cao Pi et devient un vassal du Wei. En récompense, il reçoit en retour le titre de "Roi du Wu" (吳王).

## Prélude à la bataille
Depuis la mort de Guan Yu, Liu Bei désire venger son frère juré et récupérer la province de Jing. Au début de l'année 221, il commence les préparatifs d'une campagne contre Sun Quan, ce dont Zhao Yun essaye de le dissuader, en vain. Au moment de partir au combat, Liu Bei laisse Zhao Yun en arrière pour garder Jiangzhou,. Qin Mi, un des conseillers de Liu Bei, met également en garde l'empereur du Shu et lui déconseille de partir en guerre contre Sun Quan, mais il finit en prison.
Dans le cadre de ses préparatifs, Liu Bei donne l'ordre à Zhang Fei, son autre frère juré, de partir de Langzhong avec 10 000 soldats et de le rejoindre à Jiangzhou. Pendant la mobilisation, Zhang Fei est assassiné par Fan Qiang (范彊) et Zhang Da (張達), deux de ses subordonnés, qui le décapitent et emportent sa tête lorsqu'ils font défection au profit du nouveau Roi de Wu. Lorsqu'il apprend l’assassinat, le commandant des troupes de Zhang Fei écrit un rapport à Liu Bei. Lorsqu'il apprend qui lui envoie ce rapport, Liu Bei s'exclame sans même le lire :"Oh! (Zhang) Fei est mort."
Lors du septième mois lunaire de l'année 221, Liu Bei prend personnellement la tête de son armée pour attaquer Sun Quan. Ce dernier tente un ultime pourparler pour sauver la paix, en envoyant un ambassadeur assez spécial, Zhuge Jin, le propre frère de Zhuge Liang, le stratège et conseiller personnel de Liu Bei. Zhuge Jin tente de persuader Liu Bei de se replier en lui demandant : "Votre Majesté, que représente votre relation avec Guan Yu comparée à celle que vous avez avec le Dernier Empereur? Que représente la province de Jing comparée à l'empire tout entier? Entre tous vos ennemis, quel est celui que vous haïssez le plus? Si vous prenez le temps de répondre calmement à toutes ces questions, il vous sera facile de décider si vous devez tourner la paume de votre main vers le haut ou vers le bas." Liu Bei refuse de l'écouter et le renvoie.

## La bataille

### Premières manœuvres
Lors du septième mois lunaire de l'année 221, Liu Bei envoie ses généraux Wu Ban et Feng Xi attaquer les positions de l'armée de Sun Quan aux gorges de Wu, qui étaient protégées par Li Yi (李異) et Liu E (劉阿). Après la victoire de Wu Ban et Feng Xi, les 50 000 hommes de l'armée du Shu marchent sur Zigui. Pendant son avancée, Liu Bei envoie des messages aux chefs des tribus de Wuling , pour leur demander des renforts,. Arrivé à Zigui, Liu Bei a le plaisir de retrouver Liao Hua,un ancien subordonné de Guan Yu. Après avoir été fait prisonnier de guerre, Liao Hua a réussi à s'enfuir et était en train de retourner au Shu lorsque Liu Bei le retrouve. Heureux de ces retrouvailles, Liu Bei le nomme Administrateur (太守) de Yidu (宜都 Yidu, Yichang, Hubei).
Pour pouvoir répondre à l'invasion du Shu, Sun Quan doit faire face à un problème de taille, car Lu Meng, son stratège, vient de mourir de maladie. Sun fait alors de Lu Xun son Grand Vice-Roi (大都督) et lui donne l'ordre de prendre la tête d'une armée de 50 000 hommes pour repousser Liu Bei. Lu Xun a sous ses ordres plusieurs officiers compétents comme Zhu Ran, Pan Zhang, Song Qian, Han Dang, Xu Sheng, Xianyu Dan (鮮于丹) et Sun Quan,,.

### L'avance de l'armée du Shu
Pendant le premier mois lunaire de l'année 222, Liu Bei prévoit de partir de Zigui avec ses troupes pour s'enfoncer dans la province de Jing et l'annexer. Huang Quan, un des généraux du Shu, lui fait alors remarquer que l'armée de Sun Quan est puissante et qu'elle dispose d'une flotte qui lui permet d'utiliser le fleuve Yangzi Jiang comme moyen supplémentaire de repousser une attaque. Huang demande à diriger l'attaque, pendant que Liu Bei reste en arrière en renfort. Liu rejette sa demande, le nomme "Général Qui Garde le Nord" (鎮北將軍), et le met à la tête d'un corps d'armée stationné sur la rive nord du fleuve, afin qu'il protège le reste de l'expédition d'une éventuelle attaque du Wei. Ceci fait, l'empereur du Shu prend la tête du gros des troupes et passe sur la rive sud du fleuve.
Liu Bei donne également l'ordre à Wu Ban et Chen Shi d'amener la flotte du Shu à Yiling , au milieu du fleuve. Enfin, il envoie Ma Liang comme ambassadeur auprès des tribus de Wuling pour qu'il distribue des titres officiels aux chefs locaux, afin de s'en faire des alliés,. Au fur et à mesure que l'armée du Shu approche, l'agitation grandit au sein des tribus de Wuling, ce qui oblige Sun Quan à envoyer Bu Zhi protéger la ville de Yiyang et réprimer toute tentative de révolte.
Les généraux de Sun Quan veulent attaquer l'armée du Shu pendant qu'elle avance, mais Lu Xun s'y oppose et leur dit : "Liu Bei est à la tête d'une armée, il avance depuis l'est pour nous attaquer et le moral de ses soldats est très bon. En outre, ses troupes stationnent dans une zone élevée et montagneuse, ce qui nous complique la tâche pour les attaquer. Même si nous réussissons à les vaincre, nous ne pourrons pas leur infliger une défaite totale. Et si nous sommes repoussés, le moral de nos troupes sera au plus bas, et ce n'est pas quelque chose à négliger. Ce qu'il faut faire maintenant, c'est améliorer le moral de notre armée et élaborer un plan, en attendant que la situation évolue. Si nous étions dans une plaine, nous pourrions craindre de subir des pertes importantes dans des charges et des embuscades. Cependant, comme l'ennemi est dans une zone montagneuse, il ne peut pas lancer un assaut massif, car il est pris en sandwich entre les bois et les rochers. Nous devons tirer un avantage de cette faiblesse." Après avoir écouté Lu Xun, les généraux ne comprennent pas son raisonnement et, croyant qu'il a peur de l'ennemi, commencent à douter de lui.

### L'impasse
Après avoir traversé les gorges de Wu, Jianping (建平), Lianping (連平) et Lianwei (連圍), l'armée du Shu arrive à proximité de Yiling et y construit 10 camps fortifiés. Liu Bei nomme Feng Xi Grand Vice-roi (大督), Zhang Nan à l'avant-garde (前部督); et Fu Kuang (輔匡), Zhao Rong (趙融), Liao Hua et Fu Rong comme Commandants de Détachement (別督). Les armées du Shu et de Sun Quan sont maintenant face à face; mais comme aucun des deux camps ne prend l'initiative d'attaquer, la situation est dans une impasse, qui dure du premier au sixième mois lunaire de l'année 222.
Liu Bei essaye d'en finir en tendant un piège à ses ennemis. Il envoie Wu Ban, à la tête de quelques centaines de soldats, installer un campement dans les plaines et, de là, provoquer l'armée ennemie pour qu'elle passe à l'attaque. Alors que ses officiers veulent riposter immédiatement à ces provocations, Lu Xun préfère attendre et dit : "Ce doit être une ruse. Nous devons commencer par observer."
Comme Lu Xun le suspecte, c'est bien un piège, car il y a 8 000 soldats du Shu en embuscade, dans les vallées entourant le campement de Wu Ban. Voyant que les troupes de Sun Quan ne répondent pas aux provocations, Liu Bei abandonne son plan et donne l'ordre à Wu Ban et aux 8 000 soldats de se replier. Quand Lu Xun est mis au courant de ces mouvements de troupes, il réunit ses officiers et leur dit : "Si je ne vous ai pas écoutés quand vous me suggériez d'attaquer l'ennemi, c'est parce que je suspectais un traquenard." Après cette réunion, il écrit un rapport à Sun Quan dans lequel il insiste sur l'importance stratégique de Yiling, pointe les faiblesses de Liu Bei et réaffirme qu'il réussira à vaincre l'ennemi.

### La contre-attaque de Lu Xun et l'incendie des camps du Shu
Quelques jours plus tard, Lu Xun est interpellé par ses officiers : "Nous aurions dû attaquer Liu Bei dès le départ. Maintenant, il s'est avancé de 500-600 li dans nos terres et nous sommes dans une impasse depuis sept à huit mois. Il a fortifié tous les points stratégiques qu'il occupe, donc même si nous l'attaquons, nous n'obtiendrons aucun résultat." Lu Xun leur répond "Liu Bei est rusé et expérimenté. Au début, ses soldats étaient sûrs de ce qu'ils devaient faire et leur moral était élevé, nous n'avions alors aucune chance de les vaincre. Par contre, maintenant, après tout ce temps, ils sont déjà fatigués, leur moral est bas et ils ne savent pas comment s'en sortir. C'est le bon moment pour nous pour lancer une attaque sur plusieurs fronts contre eux."
Après cette entrevue, Lu Xun choisit un des camps du Shu comme cible et l'attaque, mais n'arrive pas à s'en emparer. Après l'attaque, ses officiers se plaignent que "Nous sacrifions les vies de nos soldats pour rien." Lu Xun leur répond : "J'ai défini une stratégie pour vaincre notre ennemi." Il donne ensuite l'ordre à chacun de ses hommes de prendre avec lui une botte de paille et d'incendier les camps de l'armée du Shu. Dès que le feu commence à prendre, Lu Xun rassemble toutes ses troupes et lance une attaque tous azimuts contre l'ennemi. L'attaque tourne rapidement à la déroute pour l'armée du Shu. Ainsi, le général Zhu Ran bat les soldats de l'avant-garde du Shu, leur coupe toute possibilité de retraite et oblige Liu Bei à fuir. De leur côté, les subordonnés de Pan Zhang tuent Feng Xi après avoir infligé de lourdes pertes à son unité, pendant que Song Qian détruit cinq garnisons du Shu après avoir tué les officiers qui les défendent. Parmi les officiers du Shu morts au combat, on trouve Zhang Nan, Shamoke (un roi tribal allié du Shu), Ma Liang et Wang Fu. Du Lu (杜 路) et Liu Ning (劉寧) ont été contraints de se rendre aux soldats de Sun Quan. Finalement, plus de 40 camps du Shu ont été détruits pendant la bataille, et de toutes les unités du Shu impliquées dans les combats, seule celle dirigée par Xiang Chong a réussi à battre en retraite sans subir aucune perte.
L'emplacement exact de cette bataille correspond actuellement à une zone à cheval entre l'ouest du district de Yidu et l'est du Xian autonome tujia de Changyang à Yichang, Hubei.

### La retraite de Liu Bei sur Baidicheng
Liu Bei et les survivants de son armée battent en retraite jusqu'aux collines de Ma'an , où ils continuent à être attaqués en permanence par les troupes de Sun Quan. En plus de ces attaques, de nombreux glissements de terrain se soldent par des milliers de morts supplémentaires dans les rangs des troupes du Shu. Sun Huan, qui est à la fois un parent éloigné et un des généraux de Sun Quan, réussit au péril de sa vie à pénétrer les lignes de l'armée du Shu et à capturer plusieurs positions clefs au sein des collines. Après ces nouveaux revers, Liu Bei est obligé de battre une nouvelle fois en retraite et c'est au milieu de la nuit, à travers les montagnes, qu'il échappe de justesse à ses ennemis. Pendant cette retraite, il ordonne à ses hommes d'empiler leurs armures et d'y mettre sur le feu pour ralentir l'avance de ses poursuivants.
Liu Bei regroupe ses derniers hommes et leur donne l'ordre d'abandonner leurs navires pour rejoindre à pied le comté de Yufu , qu'il rebaptise "Yongan". Mais il n'est pas tiré d'affaire pour autant, car Li Yi (李異) et Liu E (劉阿), deux officiers de Sun Quan, continuent à le poursuivre et avancent jusqu’à Nanshan (南山), où ils installent leurs soldats. À cause de cette poursuite qui se prolonge, Liu Bei et ses soldats continuent de se replier et, lors du huitième mois lunaire de 222, ils arrivent aux gorges de Wu.
Lorsque Liu Bei est enfin en sécurité à Baidicheng , tous ses bateaux, son matériel et ses fournitures militaires sont tombés entre les mains des soldats de Sun Quan et il y a tellement de cadavres de ses soldats qui flottent dans le fleuve, qu'ils bloquent son écoulement. Après cette défaite, Liu Bei est fou de rage, au point de hurler : «est-ce la volonté du ciel que je soit humilié par Lu Xun?"  Lorsque Zhao Yun arrive à Yong'an avec des renforts venant de Jiangzhou , les troupes qui ont poursuivi Liu Bei se sont déjà retirées.

## Les incidents durant la bataille

### Lu Xun refuse d'aider Sun Huan
Au tout début de la bataille, Sun Huan prend la tête d'un petit corps d'armée pour attaquer l'avant-garde du Shu à Yidao, mais son attaque échoue et il finit assiégé par l'ennemi dans la ville de Yiling. Il demande des renforts à Lu Xun, qui refuse de lui en envoyer. Les autres officiers de Sun Quan l'interpellent et lui disent : "Le général Sun est de la famille de notre seigneur. Il est actuellement assiégé, ne devrions-nous pas l'aider?" Lu Xun leur répond : "Il a le soutien de ses hommes, sa base est bien défendue et il a assez de provisions. Il n'y a pas de quoi s'inquiéter. Lorsque mon plan sera mis en application, même si nous n'allons pas l'aider, le siège sera automatiquement levé." Après la défaite du Shu à Xiaoting, Sun Huan va voir Lu Xun et lui dit : "Au début, j'étais très irrité quand vous avez refusé de m'aider. Mais maintenant, après la victoire, je vois que vous avez votre propre manière d'agir."

### La réticence des officiers de Sun Quan à suivre les ordres de Lu Xun
Un grand nombre des officiers impliqués dans la bataille servaient la famille Sun depuis l'époque de Sun Ce ou étaient des membres de la famille de Sun Quan. Dès le début de la bataille, ils développent un sentiment de supériorité par rapport à Lu Xun et sont réticents à suivre ses ordres. Voyant cela, Lu Xun les convoque, dépose son épée sur la table et leur dit : "Liu Bei est connu à travers tout l'empire, et même Cao Cao le craignait. Maintenant, il est à notre frontière et nous avons de rudes combats qui nous attendent. Vous tous, messieurs, avez reçu les faveurs de l'État, et maintenant vous vous devez de coopérer, d'agir en harmonie et de travailler ensemble pour vaincre l'ennemi, ceci pour payer l'État en retour pour sa bonté. Vous ne devriez pas vous comporter comme vous le faites maintenant. Je suis peut-être un simple érudit, mais j'ai reçu mes ordres de notre Seigneur. Si l'État vous demande de vous rabaisser et de vous soumettre à mes ordres, c'est parce que j'ai quelque valeur et je peux subir autant d'humiliations que nécessaire pour mener à bien une tâche importante. Chacun d'entre vous a une tâche à remplir et aucun ne peut s'y soustraire! Les règles qui régissent l'armée existent depuis longtemps. Vous ne pouvez pas les briser."
Après la victoire, les officiers de Sun Quan commencent à faire preuve d'un grand respect envers Lu Xun, dont les plans ont largement contribué à la défaite du Shu. Lu Xun n'a pas signalé l'incident de la réunion à Sun Quan, qui le découvre de lui-même après la bataille. Lorsque Sun Quan demande à Lu Xun ce qu'il en est, Lu lui répond qu'il a une très bonne opinion de ces officiers, malgré leur insubordination, et qu'il a donc décidé de mettre les choses au point, car il trouvait qu'il était important de maintenir de bonnes relations avec eux pour pouvoir atteindre leur but commun : résister à l'invasion du Shu. Sun Quan le remercie et le récompense généreusement.

### L'héroïsme de Fu Rong et Cheng Ji
Fu Rong se porte volontaire pour couvrir les arrières de l'armée du Shu, pendant la retraite après la défaite à Yiling et Xiaoting. Il tient sa position jusqu'au bout et continue le combat, même après la mort de tous ses camarades. Lorsque ses ennemis lui demandent de se rendre, il leur répond : « Chiens du Wu! Croyez-vous qu'un officier des Han puisse se rendre ? » Il finit par mourir au combat.
Cheng Ji couvre également les arrières de l'armée du Shu pendant la retraite. Lorsque l'ennemi arrive, les autres soldats le pressent d'abandonner son navire et de s'enfuir, ce à quoi il répond : « Je n'ai jamais fui une bataille depuis le début de ma carrière militaire. De plus, l'Empereur est actuellement dans une situation dangereuse. » Lorsque l'armée de Sun Quan arrive, Cheng Ji s'arme d'une ji, combat avec fougue et réussit à couler plusieurs navires ennemis avant d’être submergé par ses adversaires et tué.

### Cao Pi prédit la défaite de Liu Bei
Quand Cao Pi apprend que l'armée du Shu a installé des camps à côté les uns des autres sur une distance de plus de 700 li, il dit à ses proches : "(Liu) Bei ne connait rien à la stratégie militaire. Comment peut-on conduire une guerre avec ses troupes dispersées dans des camps répartis sur une distance de plus de 700 li ? Quelqu'un qui déploie des troupes dans des endroits boisés et accidentés finit rapidement capturé par son ennemi. C'est quelque chose qu'il ne faut pas faire pendant une guerre. Je vais rapidement avoir des nouvelles de Sun Quan." Sept jours plus tard, il reçoit un rapport annonçant la victoire du clan Sun.

## Après la bataille
Huang Quan et le corps d'armée stationné sur la rive nord du fleuve Yangzi Jiang se retrouve séparé du gros des troupes par l'offensive des troupes de Sun Quan et dans l'incapacité de revenir au Shu. De désespoir, Huang Quan, en accord avec Pang Lin et ses autres officiers, fait défection au profit du Wei,.
Après la retraite de Liu Bei, de petites rébellions se déclenchent à Lingling et Guiyang . Bu Zhi, qui était en poste à Yiyang avant la bataille, se charge de les réprimer.
Après la bataille, Xu Sheng, Pan Zhang, Song Qian et d'autres officiers suggèrent à Sun Quan d'attaquer Baidicheng pour capturer Liu Bei. Lorsque Quan demande son avis à Lu Xun, ce dernier, ainsi que Zhu Ran et Luo Tong, lui répondent que Cao Pi est en train de rassembler des troupes et même s'il donne l'impression de vouloir aider le Wu à attaquer le Shu, ses véritables intentions semblent plus sinistres. Ils mettent Sun Quan en garde et lui suggèrent d'abandonner l'idée de continuer à poursuivre Liu Bei. Sun Quan suit leurs conseils et retourne à sa capitale. Peu après, Cao Pi tente d'envahir les territoires du clan Sun en lançant une attaque simultanée sur trois fronts. Quand Liu Bei est mis au courant de cette attaque, il écrit à Lu Xun : "L'ennemi (Wei) est maintenant à Jiangling. Si je lance une nouvelle attaque, selon vous quelles sont mes chances de victoire ?" Lu Xun lui répond : "J'ai bien peur que votre armée ne se soit pas encore remise de la défaite qu'elle a subie. C'est maintenant le moment de se réconcilier, de se reposer et de récupérer. Ce n'est pas le moment pour vous de nous attaquer à nouveau. Cependant, si vous n'évaluez pas correctement la situation et que vous prévoyez de lancer une nouvelle attaque avec les soldats qui vous restent, je vous assure qu'aucun de ceux que vous enverrez ici ne reviendra vivant."
Liu Bei tombe gravement malade et meurt le troisième mois lunaire de l'année 223. Avant de mourir, il désigne son fils Liu Shan comme son successeur, puis nomme Zhuge Liang et Li Yan régents pour assister Liu Shan. Après avoir pris les rênes du pouvoir, Zhuge Liang fait la paix avec le royaume de Wu, nouvellement fondé par Sun Quan et recrée l'alliance Wu–Shu contre le Wei,.

## Ordre de bataille
|  | - Grand Vice-Roi (大都督) Lu Xun - Le Général de la Puissance Martiale (昭武將軍) Zhu Ran - Le Général Qui Inspires la Force (振威將軍) Pan Zhang - Lieutenant Général (偏將軍) Han Dang - Le Général qui construit la Puissance Martiale(建武將軍) Xu Sheng - Le Général de la Maison Royale Qui Pacifie l'Est (安東中郎將) Sun Huan - Le Général de la Maison Royale Qui Renforce la Loyauté (建忠中郎將) Luo Tong - Song Qian - Xianyu Dan (鮮于丹) - Li Yi (李異) - Liu E (劉阿) - Jiang Yi Ne participent pas à la bataille - Roi de Wu (吳王) Sun Quan - Le Général Qui Pacifie le Rong (平戎將軍) Bu Zhi | Armée Principale - Empereur du Shu (蜀漢皇帝) Liu Bei - † Grand Vice-roi (大督) Feng Xi - † Avant-garde (前部) Zhang Nan - Commandant d'un Détachement (別督) Fu Kuang (輔匡) - Commandant d'un Détachement (別督) Zhao Rong (趙融) - Commandant d'un Détachement(別督) Liao Hua - † Commandant d'un Détachement(別督) Fu Rong - † Palace Attendant (侍中) Ma Liang - Général de la Bannière (牙門將) Xiang Chong (向寵) - Officier Préposé Adjoint (別駕從事) Li Chao (李朝) - † Officier Adjoint Responsable des Libations (從事祭酒) Cheng Ji - Wu Ban - Chen Shi - † Wang Fu - Du Lu (杜路)(se rend) - Liu Ning (劉寧)(se rend) Armée du Nord - Général Qui Garde le Nord (鎮北將軍) Huang Quan, (fait défection) - Officier Assistant du Quartier Général (治中從事) Pang Lin(fait défection) Alliés - † Shamoke Ne participent pas à la bataille - Général de l'Armée de Renfort(翊軍將軍) Zhao Yun |

## La bataille dans les œuvres de fiction
Les événements qui se déroulent avant, pendant et après la Bataille de Xiaoting sont racontés dans les chapitres 81 à 84 du roman historique Les trois Royaumes (Sanguo Yanyi) de Luo Guanzhong. Ce roman exagère la manière dont se sont déroulés les fait historiques et en rajoute qui sont de la pure fiction; le but de l'auteur étant de captiver le lecteur par des effets dramatiques et non de coller à la réalité. Voici comment sont décrits certains moments de la bataille dans ce roman :

### L'opposition à la décision de Liu Bei de partir en guerre
Liu Bei prévoit de déclarer la guerre à Sun Quan pour venger Guan Yu et reprendre la province de Jing, mais sa décision est contestée par beaucoup de ses sujets. La première personne qui tente de le dissuader de déclarer la guerre est Zhao Yun, mais l'empereur du Shu ne l'écoute pas. Après cela, plusieurs officiels du Shu tels que Ma Liang et Chen Zhen pressent Zhuge Liang pour qu'il fasse changer d'avis Liu Bei et Zhuge leur conseille de rencontrer directement Liu et de le mettre en garde contre les conséquences de sa décision, mais une fois de plus, l'empereur du Shu refuse d'écouter les conseils qu'on lui donne. Juste au moment où Liu Bei commence ses préparatifs pour partir en guerre, Qin Mi s'oppose à sa décision, ce qui met l'empereur du Shu dans une telle rage qu'il veut exécuter Qin. Toutefois, ce dernier est épargné après que Zhuge Liang et le reste de la cour impériale du Shu ont plaidé sa cause auprès de Liu Bei. Ne voyant pas d'autre option pour faire changer d'avis son seigneur, Zhuge Liang écrit un mémorial à Liu Bei pour lui expliquer pourquoi il ne devrait pas déclarer la guerre à Sun Quan. Liu jette le mémorial à la terre après l'avoir lu et s'exclame : «Ma décision est définitive. Il n'y a pas besoin d'essayer de me faire changer d'avis!"
Historicité
Le Sanguozhi , la chronique historique qui est le texte de référence pour tout ce qui concerne cette époque, ne fait aucune mention d'une tentative de Zhuge Liang pour s'opposer à la décision de Liu Bei de partir en guerre contre Sun Quan. Par contre, il y est mentionné que Zhao Yun et Qin Mi ont bien tenté de faire changer d'avis Liu Bei : Zhao Yun conseille à Liu Bei de ne pas attaquer Sun Quan, mais Liu l'ignore. Et lorsque Qin Mi délivre le même conseil à Liu Bei, il finit emprisonné, avant d'être relâché un peu plus tard.

### La mort de Huang Zhong
Huang Zhong, un des généraux du Shu, participe à la campagne, même s'il a déjà plus de 70 ans à l'époque. Il tue Shi Ji (史蹟), qui est sous les ordres de Pan Zhang, avant de battre Pan lui-même, et ce dès le premier jour des combats. Le deuxième jour, alors qu'il poursuit Pan Zhang qui s'enfuit, il tombe dans une embuscade et se retrouve entouré par Zhou Tai, Han Dang, Ling Tong et Pan, qui arrête de fuir. Pendant les combats, il est frappé par une flèche tirée par Ma Zhong. Guan Xing et Zhang Bao le sauvent, mais il meurt des suites de sa blessure pendant la nuit. Lorsqu'il apprend la nouvelle de sa mort, Liu Bei le pleure. La bataille de Xiaoting ayant lieu entre 221 et 222, si l'on suit le roman, Huang Zhong meurt autour de l'année 221-222.
Historicité
La biographie de Huang Zhong dans le Sanguozhi indique que Huang Zhong est mort en 220, un an après la fin de la campagne de Hanzhong. La cause du décès est inconnue, mais ce qui est sûr c'est que lorsque la bataille de Xiaoting débute, il est mort depuis au moins un an. Sa participation aux événements est donc une pure fiction.

### Guan Xing tue Pan Zhang
Dans l'un des premiers engagements, Guan Xing rencontre Pan Zhang, qui a capturé son père Guan Yu dans une embuscade lors de la bataille de Maicheng. Dans son empressement à venger son père, Guan poursuit Pan dans une vallée, où il perd son chemin. La nuit tombée, Guan Xing erre jusqu'à ce qu'il trouve une maison habitée par un vieil homme où il reste pour y passer la nuit. Avant de s'endormir, il voit le portrait de son père sur un des murs de la maison. Plus tard cette nuit, Pan Zhang arrive lui aussi à cette maison et demande à y rester. Quand Guan Xing voit Pan Zhang il crie et se jette sur lui. Alors que Pan Zhang essaye de s'enfuir, il rencontre le fantôme de Guan Yu et est pétrifié sur place. Guan Xing rattrape Pan Zhang, le tue, lui arrache le cœur et le place sur l'autel comme sacrifice à l'esprit de son père.
Historicité
La biographie de Pan Zhang du Sanguozhi indique qu'il meurt en 234, soit plus de dix ans après la bataille de Xiaoting. La cause du décès est inconnue. Selon la biographie de Guan Yu, Guan Xing a servi comme fonctionnaire civil dans l'administration du Shu après avoir atteint l'âge adulte et meurt quelques années plus tard, pendant son mandat . Il est donc plus que probable que Guan Xing n'aie pas été impliqué dans la bataille.

### La mort de Gan Ning
Gan Ning est atteint de la dysenterie lors de la bataille de Xiaoting, mais il participe quand même aux combats, malgré sa maladie. Il est en train de se reposer quand il entend les forces ennemies qui s'approchent. Sans hésiter, il monte rapidement sur son cheval et se prépare pour la bataille. Il rencontre un groupe de guerriers des tribus de Wuling, dirigés par Shamoke et, voyant qu'ils sont trop nombreux, il décide de se replier. C'est alors que Gan Ning est touché à la tête par une flèche tirée par Shamoke. Il continue de fuir, avec la flèche toujours plantée dans sa tête, atteint Fuchi, s'assied sous un arbre et meurt. Des dizaines de corbeaux qui étaient posés sur l'arbre volent autour de son corps. Lorsque Sun Quan apprend la mort de Gan Ning, il est profondément attristé et donne des ordres pour qu'il soit enterré avec tous les honneurs.
Historicité
La biographie de Gan Ning du Sanguozhi ne fournit aucun détail sur la cause et l'année de la mort. Son décès est brièvement décrit comme suit : "Lorsque Gan Ning est mort, Sun Quan a profondément déploré sa disparition."

### Zhao Yun tue Zhu Ran
Liu Bei se replie sous la protection de Guan Xing et Zhang Bao, après l'incendie de ses camps par les forces de Sun Quan, qui continuent à le poursuivre. Alors que tout semble perdu, Zhao Yun arrive sur le champ de bataille set bloque les attaques de l'ennemi. Pendant le combat, Zhao Yun affronte Zhu Ran et le tue. Après cela, il protège Liu Bei alors que ce dernier se dirige vers Baidicheng
Historicité
Le Zhao Yun Biezhuan indique clairement que Zhao Yun n'a pas participé à la bataille de Xiaoting. Avant la bataille, Zhao a conseillé à Liu Bei de renoncer à partir en guerre contre Sun Quan, mais ses conseils ont été ignorés. Liu Bei lui a ordonné de rester en arrière et de garder la ville de Jiangzhou. Lorsque Zhao Yun apprend la défaite de Liu Bei, il rassemble ses troupes et part de Jiangzhou pour aller à Yong'an aider son seigneur.
Selon la biographie de Zhu Ran du Sanguozhi , ce dernier est mort en 249 à l'âge de 68 ans, soit environ 27 ans après la bataille de Xiaoting. D'ailleurs, il a survécu à Zhao Yun, qui, historiquement, est mort en 229.

### La mort de Lady Sun
Dame Sun, l'ex-épouse de Liu Bei qui est retournée auprès de son frère Sun Quan, est mise au courant de la défaite du Shu à Xiaoting. Au milieu des nouvelles des combats, elle entend des rumeurs persistantes indiquant que Liu Bei est mort. Elle quitte alors le palais pour se rendre sur la rive du fleuve Yangzi Jang, se met face à l'ouest et pleure avant de se noyer.
Historicité
Les chroniques sont muettes concernant ce qui est arrivé à Dame Sun après qu'elle a quitté Liu Bei pour retourner auprès de son frère.

### Lu Xun dans le labyrinthe des sentinelles de pierre de Zhuge Liang
Lorsque Lu Xun poursuit Liu Bei après la bataille, il finit par arriver à la plage de Yufu, sur les berges du fleuve Yangzi Jang, près de Baidicheng. Là, il sent une présence hostile et puissante dans le secteur et met en garde ses soldats sur une possible embuscade. Par précaution, il envoie des éclaireurs explorer l'endroit, qui reviennent en lui expliquant que l'endroit est désert, en dehors de quelques piles de roches éparpillés. Dérouté, Lu Xun interroge un habitant du voisinage, qui lui dit que du qi a commencé à apparaitre à cet endroit, après que Zhuge Liang a disposé les rochers ainsi, lorsqu'il est entré pour la première fois au Sichuan.
Après cette rencontre, Lu Xun inspecte personnellement la zone et estime que le "labyrinthe" n'est qu'un leurre. Il prend donc la tête d'un groupe de soldats, et pénètre à l'intérieur. Alors qu'il était sur le point d'en sortir, de puissantes rafales de vent se mettent à balayer le labyrinthe. Des tempêtes de poussière obscurcissent le ciel, pendant que les rochers semblent devenir des épées, des tas de poussières émergent du sol et le bruit du fleuve se met à ressembler à celui d'une armée qui attaque. Au milieu de ce chaos, Lu Xun s'exclame : "Je suis tombé dans le piège de Zhuge Liang !", avant de tenter, en vain de s'échapper du labyrinthe.
Soudain, Lu Xun voit venir à lui un vieil homme, qui lui propose son aide pour sortir du labyrinthe. Lu Xun et ses hommes le suivent et finissent par sortir indemnes du labyrinthe. Le vieil homme se présente alors comme étant Huang Chengyan, le beau-père de Zhuge Liang. Il explique à Lu Xun que cet endroit a été construit en se basant sur le concept du ba gua et que Zhuge Liang avait prédit qu'un général du Wu essayerait de traverser le labyrinthe. Il lui avait alors demandé de ne pas aider le général à ressortir du piège. Lu Xun met pied à terre et remercie Huang Chengyan, puis il retourne au camp principal où il clame qu'il est moins intelligent que Zhuge Liang. Après cela, il organise le retour de son armée sur les terres du clan Sun, car il craint que le Royaume de Wei ne profite de la situation pour attaquer à son tour.
Historicité
Il n'y a aucune mention de ces événements dans la biographie de Lu Xun du Sanguozhi, ou dans un quelconque passage de cette chronique. Par contre, il y est clairement indiqué que c'est la perspective d'une invasion imminente par le Wei qui incite Lu Xun et Sun Quan à ne pas attaquer Liu Bei à Baidicheng, et non un quelconque tour de magie.